# Lepidepecreum lukini
Lepidepecreum lukini is een vlokreeftensoort uit de familie van de Lysianassidae. De wetenschappelijke naam van de soort is voor het eerst geldig gepubliceerd in 1999 door Budnikova.